# Dog Pound
Dog Pound ist ein sozialkritisches Gefängnisdrama des Regisseurs Kim Chapiron aus dem Jahr 2010 und stellt eine Neuverfilmung von Alan Clarkes klassischem Gefängnisfilm Scum aus dem Jahr 1979 dar.
Der Film wurde am 24. April 2010 auf dem Tribeca Film Festival in New York uraufgeführt. Deutschlandpremiere war am 19. August 2010 auf dem Fantasy Filmfest in Hamburg.

## Handlung
Drei Jugendliche zwischen 15 und 17 Jahren werden wegen verschiedener Vergehen im Jugendgefängnis Enola Vale inhaftiert und müssen sich der dort herrschenden Hierarchie unterordnen. Als Neuankömmlinge bekommen Butch, Davis und Angel schnell die Gewalt des Mithäftlings und Anführers Banks zu spüren. Butch sinnt auf Rache und setzt damit eine unaufhaltsame Gewaltspirale in Gang. Selbst innerhalb der von der Gefängnispsychologin Biggs geleiteten Gesprächsgruppe kommt es zu Gewaltausbrüchen unter den Gefangenen.
Der Wärter Goodyear, eigentlich die Ruhe in Person, reagiert aufgrund momentaner privater Probleme gereizt auf kleinste Verfehlungen seiner Schützlinge und verletzt Angel dabei tödlich. Kurz darauf wird Davis von einem Mithäftling vergewaltigt und begeht Selbstmord. Das führt in Verbindung mit einem Hungerstreik zur Gewalteskalation unter den Gefangenen im Speisesaal, sodass die Gefängnisleitung eine Eingreiftruppe anfordern muss. Butch will das entstandene Chaos zur Flucht nutzen, wird aber von den Einsatzkräften brutal zusammengeschlagen und ins Gebäude zurückgebracht.

## Hintergrund
Der Regisseur Kim Chapiron begab sich in Vorbereitung auf die Dreharbeiten in amerikanische Jugendgefängnisse und betrieb dort eine einjährige Milieustudie. Er konnte bei den Wärtern keinerlei Gewaltausbrüche gegenüber den Gefangenen feststellen, Chapiron nahm sogar etwas Mitgefühl bei ihnen wahr. Auch die Anstaltsleitung trat ihm gegenüber freundlich und entgegenkommend auf. Es war nichts von den Klischees der sadistischen Wärter und tyrannischen Gefängnisdirektion zu spüren, wie man sie aus Gefängnisfilmen kennt.

„Je n’oublierai jamais ma première visite en prison. Le gardien chef nous ouvre la grille, trois détenus nous attendent. L’un d’eux s’était écrit ‚Fuck the world‘ sur le bras avec une punaise. Sa blessure suintait encore. La grille se referme et à ma grande surprise, le gardien n’entre pas. Mon imagination se met en marche, je me vois kidnappé par les détenus avec une lame de rasoir ! Il n’en fut rien. Les trois jeunes ravis de recevoir de la visite nous ont baladés dans le centre, nous présentant à tout le monde“

„Ich werde nie meinen ersten Gefängnisbesuch vergessen. Der Chefwärter öffnet uns das Gitter. Da stehen drei Häftlinge. Einer von ihnen hatte sich zuvor mit einer Reißzwecke ‚Fuck the world‘ auf den (Unter)arm geritzt. Die Wunde war noch nass. Das Gitter schloss sich hinter mir, und zu meiner großen Verwunderung ließ mich der Wärter mit den dreien allein. Ich sah mich schon als Geisel mit einer Rasierklinge am Hals. Aber nichts davon geschah. Die drei Jugendlichen waren begeistert von meinem Besuch und im Gebäude lernten wir uns dann kennen.“

Es mussten alle Eindrücke schriftlich festhalten werden, da Ton- und Videoaufnahmen verboten sind.
Chapiron besetzte zahlreiche Nebenrollen mit Laiendarstellern, die er aus Straßenbanden und Gefängnissen rekrutierte. Er war überzeugt, dass nur diese dem Film die nötige Authentizität verleihen würden. Für die Rolle des Butch plante Chapiron anfangs den Musiker K’naan zu engagieren, da dieser tatsächlich einige Gefängnisaufenthalte hinter sich hatte. Aber K’naan sagte ab. Dann sprach Adam Butcher vor. „Als ich Adam Butcher traf, spürte ich sofort diesen Wahnsinn in seinen Augen. Ohne auch nur mit ihm zu reden, habe ich gewusst, der ist es.“ (Kim Chapiron)
Der Hauptdarsteller Adam Butcher musste während der Dreharbeiten zwei Mal in Gewahrsam, wodurch die Dreharbeiten ins Stocken gerieten, denn er wirkt in nahezu allen Szenen des Films mit. Bei der Messerattacke im Speisesaal wurde tatsächlich einer der Schauspieler verletzt.
„Wir waren ständig am Rande einer Katastrophe … es war nicht einfach, sich auf den Dreh zu konzentrieren und die Störfaktoren rundherum auszublenden. Jeden Abend, wenn wir den Ablaufplan für den nächsten Tag zusammenstellten, fragten wir uns, welches Unglück uns wohl morgen widerfahren würde. Als wir zum Beispiel die Kampfszene im Speisesaal probten, wurde einer der Schauspieler trotz einer Schutzabdeckung auf der Waffe verletzt. Die Wunde wurde versorgt und wir haben sie per Bildbearbeitung retuschiert. Es war das Drama des Tages.“, so Kim Chapiron.
Der Name der Haftanstalt, Enola Vale (dt.: „Tal der Einsamkeit“), setzt sich aus dem indianischen Wort enola für „Einsamkeit“ und dem englischen Begriff vale, also „Tal“, zusammen. Ausschlaggebend für diese Namenswahl war Chapirons Eindruck, dass Menschen mit indianischen Wurzeln in Spielfilmen viel zu selten eine Rolle spielen.
Das Budget des Films betrug 4,83 Mio. Euro.

## Drehorte
Der Film wurde in der kanadischen Provinz New Brunswick gedreht.

## Soundtrack
Den Soundtrack gestalteten die texanische Band Balmorhea, der somalischstämmige Hip-Hop-Musiker K’naan und Nikkfurie, Mitglied der französischen Rap-Gruppe La Caution.

## Kritiken
„Realistisch gezeichneter Film mit überzeugenden Darstellern, der den brutalen (Jugend-)Gefängnisalltag zu spiegeln versucht, letztlich aber nur Klischees und Muster aneinanderreiht. Auch die Aussagen, dass Gewalt nur Gewalt erzeugt und ein Gefängnis nur selten eine Besserungsanstalt ist, sind kaum neu.“

„Kim Chapirons Film ist ein äußerst schwaches Porträt, das sich in Aneinanderreihungen altbekannter Formeln ergeht, ohne sich für die Charaktere und deren Innenleben zu interessieren. […] er [der Zuschauer] muss nach 87 Minuten feststellen, dass er auch, während der Abspann läuft, noch immer nichts über diese Personen weiß, die sich nicht entwickelt haben, die kein Seelenleben zu haben scheinen, keine Vergangenheit, keine Zukunft, nur eine Gegenwart voller Furcht, Gewalt und Hass. Keine Liebe, keine Träume, nur hier und da sehnsuchtsvolle Anklänge, die bald im Meer von Häme und unreifem Verhalten verhallen. Chapirons Steifen bleibt oberflächlich – viel ärgerlicher, als dass er sich von Anfang an nicht für seine Charaktere interessiert, ist die Tatsache, dass zahlreiche viel versprechende Chancen verschenkt werden, in die Tiefe einzugehen […] Erniedrigungen jeglicher Art reihen sich fortwährend aneinander, ohne dabei ein Zentrum erkennen zu lassen. […] jegliche Individualität geht in diesem Film durch diesen Ansatz verloren. Wer Angel, Butch oder Davis ist, spielt keine Rolle, denn alle sind gleich, alle verkommen zu einer einzigen Masse in einer Geschichte, die keine ist, sondern eher eine nüchterne, distanzierte Beobachtung mit zarten Anklängen einer Reflexion, die in der letzten halben Stunde gute Ideen aufkommen, diese aber auch sehr schnell wieder verkommen lässt.“

„So ist Dog Pound zwar ein durchaus ansprechendes Knastdrama, das dem Genre aber kaum etwas Neues hinzufügen weiß. Alan Clarkes auch heute noch bemerkenswert radikaler Film Scum bleibt von dem Remake nahezu unangetastet und verursacht auch heute noch ein entschieden mulmigeres Gefühl beim Betrachten.“

„Einerseits scheint Dog Pound im Vergleich zu der rohen Energie, die Clarkes Film bis heute ausstrahlt, zwangsläufig ein wenig abgeflacht, scheint konventioneller, weniger konsequent in der Ausgestaltung seiner Vision. Auf der anderen Seite gelingt es Chapiron aber durchaus, in diesen von Gewalt geprägten Mikrokosmos eine seltsame, fast unwahrscheinliche Zärtlichkeit einfließen zu lassen, die dem ziemlich unverändert aus Scum übertragenen Geschehen noch einmal einen ganz eigenen Resonanzraum gibt.“

## Auszeichnungen
Regisseur Kim Chapiron erhielt 2010 den Preis als bester Filmemacher für Dog Pound auf dem Tribeca Film Festival in New York.